# Буччи, Ансельмо
Ансельмо Буччи (итал. Anselmo Bucci; 25 мая 1887, Фоссомброне, Королевство Италия — 19 ноября 1955, Монца, Италия) — итальянский художник (живописец и гравёр), писатель
, один из основателей неоклассического течения в итальянском искусстве начала XX века — Новеченто.

## Биография

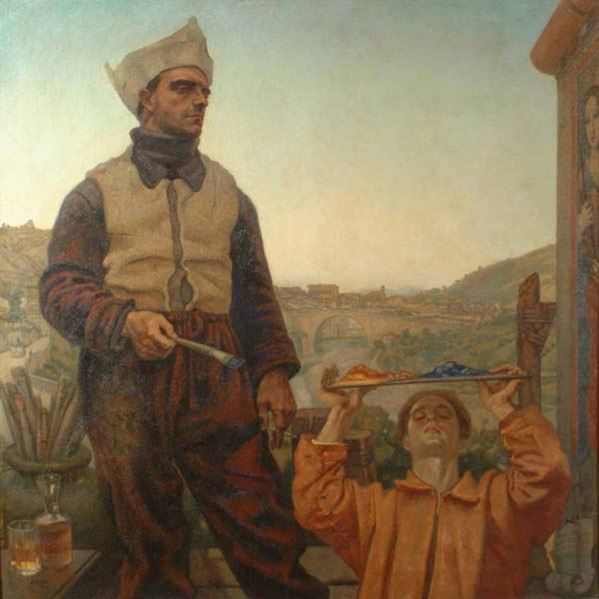
Художник (автопортрет)

Большую часть жизни провёл на севере Италии. Учился живописи в Венеции и Академии Брера
в Милане. С 1906 по 1914 года жил в Париже, где присоединился к Groupe libre — группе художников, принимавших отход от академических канонов, но не разделявших идей авангардизма.
С 1907 года выставлялся в Парижском салоне. Отмечен наградой Салона в 1910 году. В 1915 году состоялась его первая персональная выставка в Милане.
После поездки в Алжир и на Сардинию перешёл на более насыщенную манеру письма. Участник Первой мировой войны. Добровольцем служил в батальоне велосипедистов, создал ряд работ на военную тематику.
В 1922 году в Милане была образована группа художников «Nostro Novecento» («Наши девятисотые»), задуманная как альтернатива футуризму и инициировавшая «возвращение к порядку», то есть ценностям классического искусства, спокойствию, умиротворению и большей объективности. Новечентисты обязались воплотить провозглашённую социалистами художественную программу. В группу вошли семь живописцев: Ансельмо Буччи, Леонардо Дудревилль, Джан-Эмилио Малерба, Пьетро Маруссиг, Марио Сирони,Убальдо Оппи, Ахилло Фуни. Группа впервые выставила свои работы в 1922 году в миланской галерее Пезаро. В 1924 году на Биеннале в Венеции группа новечентистов показала новые работы. Позже Буччи полностью отошёл от движения, поддерживаемого итальянской диктатурой.
Художник-модернист, символист с ярко выраженными фовистскими чертами. Создал ряд как монументальных работ, так и небольших картин лирического толка.
Наряду с живописью, занимался активной литературной деятельностью. В 1930 году стал одним из первых лауреатов престижной литературной премии Виареджо.

## Избранные литературные произведения
- Croquis du Front italien, Paris, éd. D’Alignan, 1917
- Marina a terra, Milan, éd. Alfieri & Lacroix, 1918
- Il pittore volante, Milan, éd. Ceschina, 1930 — Премия Виареджо
- Paris qui bouge, Milan, éd. Hoepli, 1938
- Il libro della Bigia : grembiulini neri e bianchi, Milan, éd. Garzanti, 1942
- Rime e assonanze, Milan, éd. Gregoriana, 1951
- Figure spagnole, Milan, éd. Ceschina, 1955

## Галерея работ

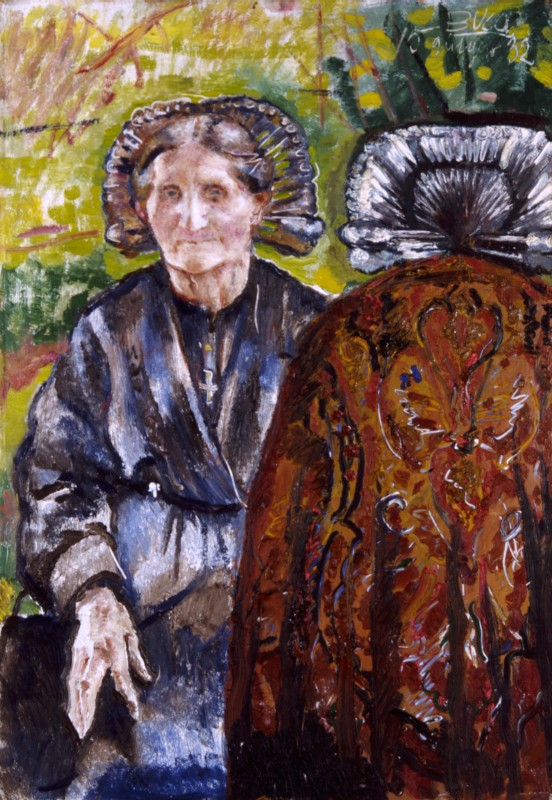
Сёстры из Бризанцы
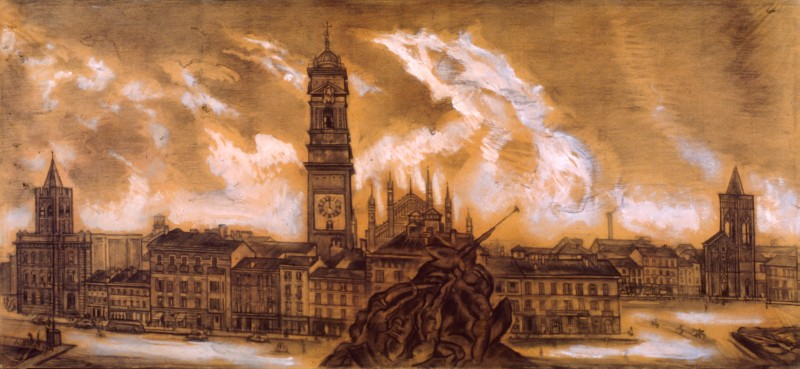
Монца
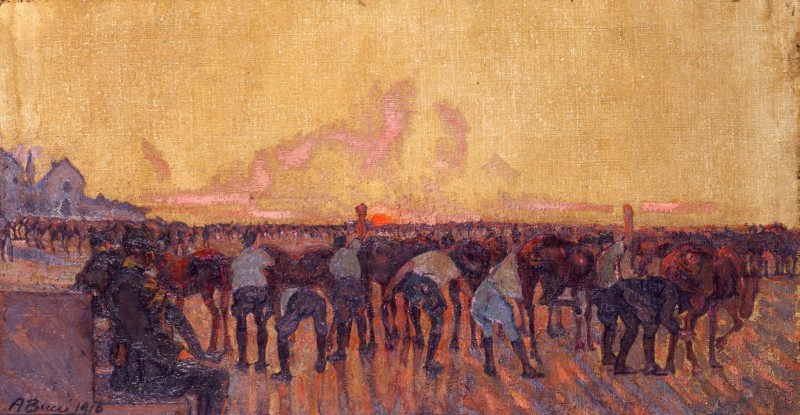
Уход за лошадьми

## Награды
- 1914 — Серебряная медаль за гравюру
- 1927 — Золотая медаль за популярную просветительскую работу
- 1930 — Премия Виареджо
- 1930 — Серебряная медаль на Парижском салоне
- 1949 — Первая премия в Angelicum за сакральную живопись